# 聖麗塔 (帕拉伊巴州)
7°6′50″S 34°58′40″W / 7.11389°S 34.97778°W

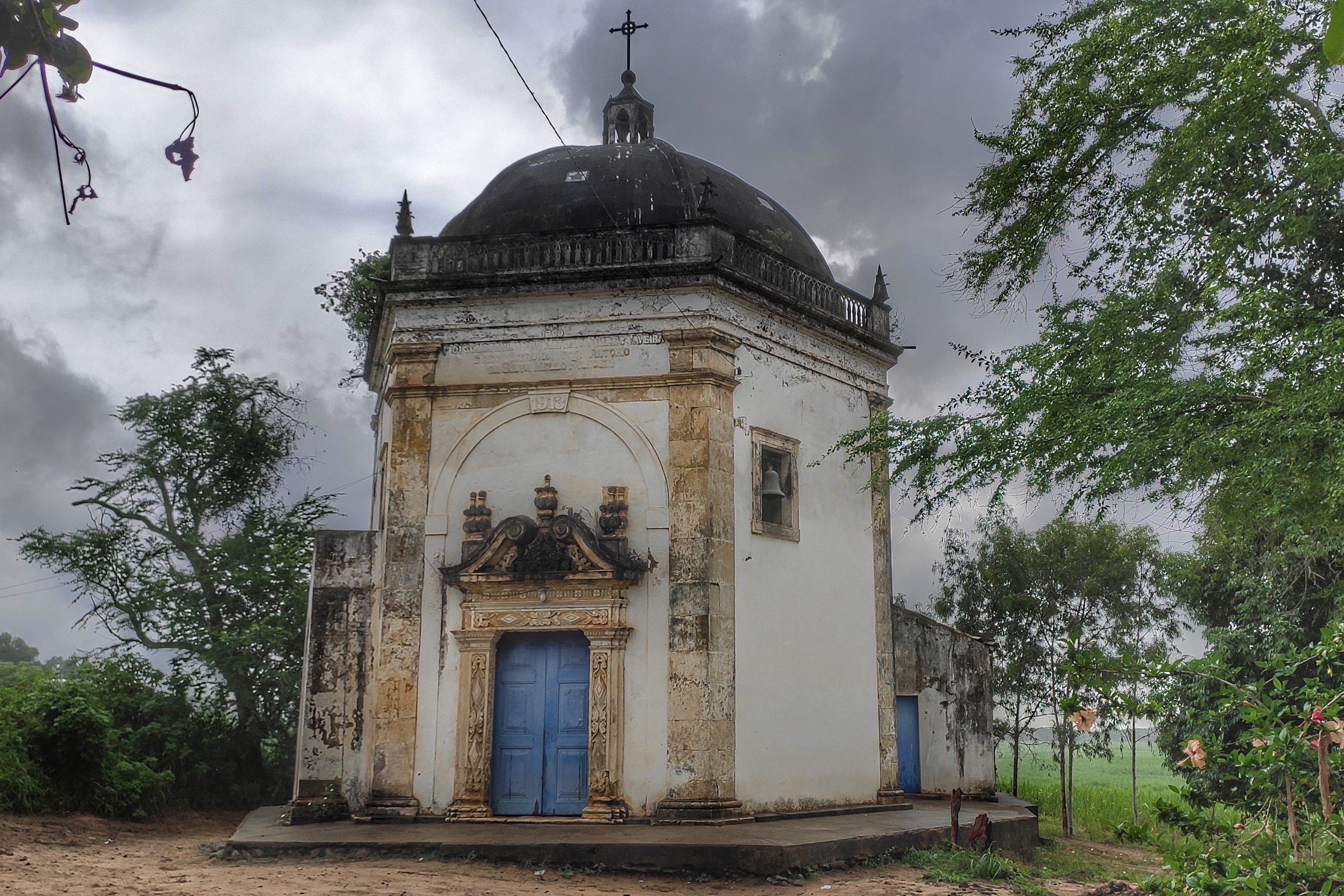
聖麗塔

聖麗塔（葡萄牙語：Santa Rita），是巴西的城鎮，位於該國東北部，由帕拉伊巴州負責管轄，始建於1890年3月19日，面積726.6平方公里，2012年人口121,994，人口密度每平方公里167.91人。